# Himmelgeist

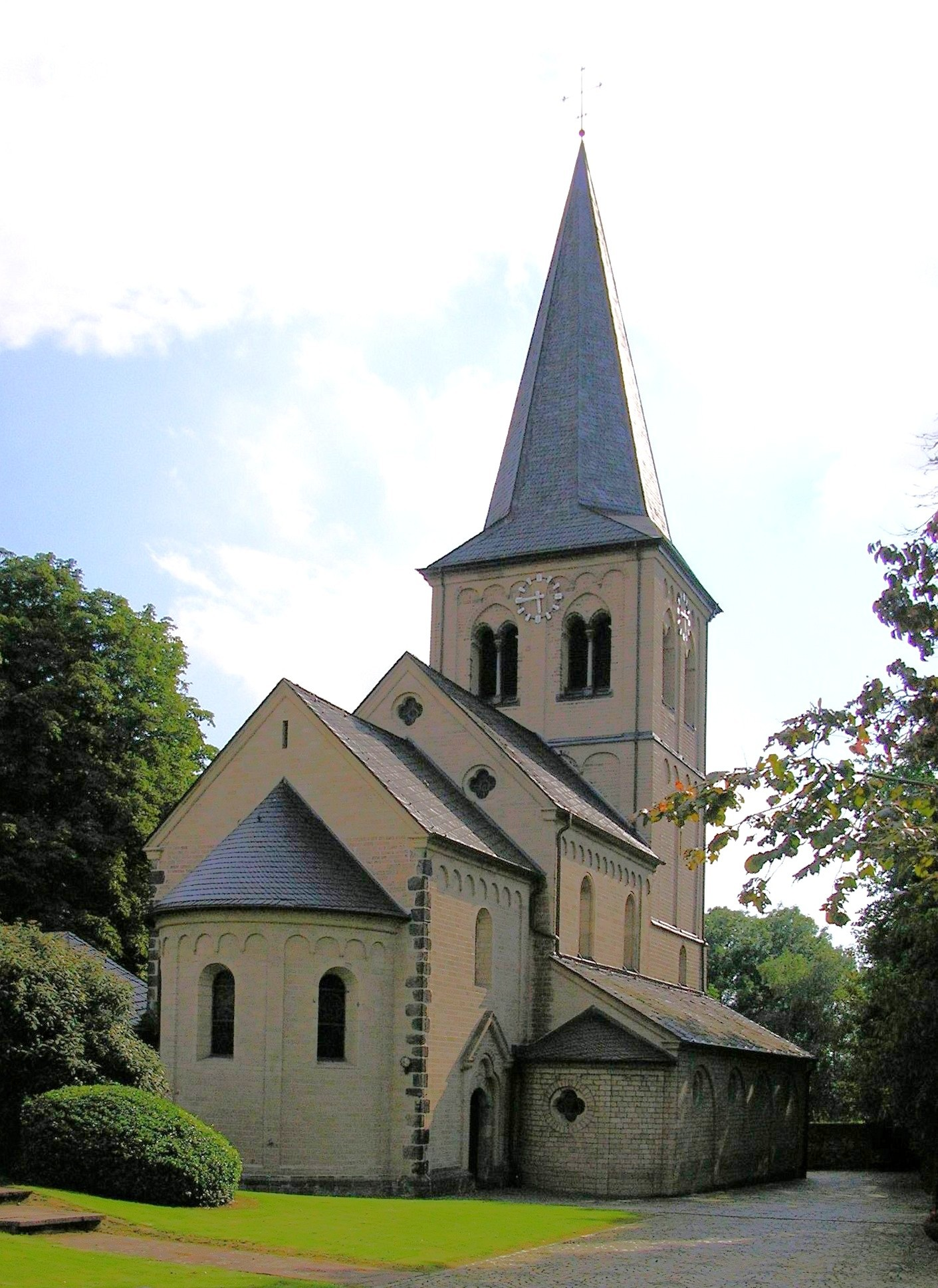
St. Nikolaus, Himmelgeist

Himmelgeist ist ein Stadtteil im Stadtbezirk 9 der Landeshauptstadt Düsseldorf. Er ist ein räumlich großer, doch einwohnerzahlenmäßig kleiner Stadtteil südlich der Innenstadt am Rhein gelegen.
Der Stadtteil ist geprägt von kleinen Straßen und großen Höfen. Seine hauptsächlich landwirtschaftliche Nutzung vermittelt den Flair eines kleinen, idyllischen Dörfchens. Trotz der Hochwassergefahr im Frühjahr ist Himmelgeist ein ziemlich teurer Stadtteil, dessen Mieten weit über dem Stadtdurchschnitt liegen.
Beliebte Ausflugsziele sind die Rheinfront, der südlich gelegene Rheinbogen sowie das Schloss Mickeln mit seinem 20 Hektar großen Park. In der Nachbarschaft liegen die Stadtteile Itter und Volmerswerth.
Für den über tausend Jahre alten Namen Himmelgeist gibt es zwei Deutungen: Humelgis war ein „Heideland“, als Gegenstück zum Sumpfland, und eine Mischung aus humilis = niedrig und gise = Heideland; eine andere Herleitung mit ähnlichem Ursprung ist wohl das mittelhochdeutsche geest/geisten, womit eine „trockene Stelle im Überschwemmungsgebiet“ bezeichnet wurde.
Himmelgeist gehört zu den reichsten Stadtteilen Düsseldorfs. Das jährliche Durchschnittseinkommen liegt hier bei 66.202 Euro (Stand 31. Dezember 2007).

## Geschichte
Himmelgeist wurde erstmals 904 urkundlich als „quartam in humelgise“ erwähnt und ist somit älter als Düsseldorf. Belastbare für die Ortsgeschichte wichtige Urkunden mit Daten und Informationen gibt es im Wesentlichen nur für die ursprünglichen Adelshöfe Fronhof und Haus Mickeln, in Notizen der Dorfkirche und den Unterlagen der für Himmelgeist im Mittelalter zuständigen Landgerichte. In einer Urkunde von 1144 bestätigte König Konrad III. dem Frauenstift Vilich deren Freiheiten und Besitzungen. Hierbei wurden auch für das Gebiet von Düsseldorf Eigentum in „Humilgis“ (Himmelgeist) und „Biliki“ (Bilk) angeführt.
Weiterhin wird die Dorfkirche 1292 in einer Urkunde des Erzbistums Köln erwähnt. In dieser Urkunde, datiert vom 17. Oktober 1292, überschreibt der Erzbischof Siegfried von Köln dem Frauenkloster von Vilich die Einkünfte der Pfarrkirchen von Himmelgeist und Wittlar.
Neben den beiden angeführten Adelshöfen gab es noch einige ältere Höfe, die bereits im Mittelalter nachweisbar sind. Dies sind der Brückerhof, dessen ältester Nachweis ein Pachtvertrag von 1438 ist, und der Neuenhof, der in einer Urkunde von 1548 und in einem Verzeichnis von 1601 angeführt wird. Der Brückerhof lag nördlich der Mündung des Brückerbachs, der Neuenhof ca. 200 m von ihm entfernt beim heutigen Wasserwerk Flehe (ehemals Himmelgeister Landstraße).
Die zum Haus Mickeln gehörenden Ländereien wurden ursprünglich von dessen Gebäudekomplex aus bewirtschaftet. Erst nach dem Brand des alten Haus Mickeln 1836 wurde nach dem Bau von Schloss Mickeln das Gebäude des Schlossmeierhofes errichtet. Dieser steht zum Teil auf den alten Kellergewölben des ehemaligen Haus Mickeln. Steine des abgebrannten Hauses wurden für den Bau des Hofgebäudes verwendet.

### Fronhof
Der Fronhof war ursprünglich ein Grundherrlicher Hof und im vorliegenden Fall ein Königsgut der Karolinger. In der bereits angeführten Urkunde aus dem 10. Jahrhundert wurde dieser Hof am 2. August 904 von Ludwig IV, dem Kind dem Stift in Kaiserswerth zur ständigen Präbende (Pfründe) überlassen.
Der Hof ist damit die älteste schriftlich nachweisbare Siedlungsstelle im Düsseldorfer Süden.
Es war danach für einige Zeit eine kirchliche Filiale von Kaiserswerth, Cellula in Humilgiese. Allerdings muss das Stift Kaiserswerth den Hof später wieder veräußert haben. In einer weiteren – möglicherweise im 12. Jahrhundert verunechteten – Urkunde von Mai 1144 bestätigte König Konrad III. von Hohenstaufen dem Benediktinerinnen-Frauenstift in Vilich bei Bonn Eigentumsrechte an diesen Fronhof. Diese Besitzrechte des Frauenstifts änderten sich bis zur Säkularisation 1803 nicht, wie eine Urkunde von 1791/92 belegt. 1806 wurde der Fronhof vom Bergischen Domänenfiskus an Wilhelm von Hompesch verkauft. Dieser war seit Ende des 18. Jahrhunderts bereits Eigentümer von Haus Mickeln gewesen. Durch einen weiteren Verkauf 1835 gelangte der Hof in den Besitz des Herzogs Prosper Ludwig von Arenberg.

### Haus Mickeln
In einer Urkunde aus dem Jahre 1210 bestätigte Papst Innozenz III. der Abtei Altenberg diverse Besitzungen. Eine davon ist Haus Mickeln in Himmelgeist. Dieser Besitz wurde 1237 von Papst Gregor IX. bestätigt. 1382 wurde Haus Mickeln an den Herzog von Berg veräußert. Als Rittersitz war er 1418 als Besitz von den Herren von Capellen angegeben. Durch Kauf ging es 1632 ins Eigentum des Freiherrn von Vilich über, der den Titel Herrn zu Mickeln führte. 1681 wurde Haus Mickeln an die Grafen von Nesselrode-Reichenstein vererbt. Nach Aussterben dieser Linie des Adelsgeschlechtes wurden 1776 die Freiherrn von Hompesch-Bollheim Eigentümer von Haus Mickeln. 1835 verkaufte Wilhelm von Hompesch Haus Mickeln mit dem Fronhof zusammen an den Herzog von Arenberg. Ein Jahr später brannte das Haus Mickeln ab. Unweit des alten Standortes wurde danach das heutige Schloss Mickeln neu errichtet. Dieses verblieb bis Mitte des 20. Jahrhunderts im Besitz der Adelsfamilie Arenberg. 1973 wurde das Schloss von der Arenberg-Düsseldorf GmbH an die Stadt Düsseldorf verschenkt.

### Bergische Land- und Hofgerichte
Die Verwaltung mittelalterlicher Gemeinden betraf im Wesentlichen die Nutzung genossenschaftlicher Wald- und Wiesenflächen, Leistungserbringung und Kontrolle der Höfe für die Abgabe landwirtschaftlicher Produkte (Zehntleistung) und Karr- und Spanndienste. Grundlage für die Klärung von Erbangelegenheiten und Streitfällen war das bergische Landrecht. Hierfür waren Land- und Hofgerichte zuständig. Diese wurden durch vom Landesherren auf Lebenszeit ernannte Schöffen durchgeführt. Diese generelle Struktur galt für das bergische Landrecht, bis dieses 1810 durch den Code Civil des Francaise abgelöst wurde.
Im heutigen Düsseldorfer Süden war über Jahrhunderte das Amt Monheim der zuständige Gerichtsbereich. Dieser umfasste für das Jahr 1363 laut einer Urkunde folgende Orte: Monheim, Hitdorf, Rheindorf, Reusrath, Richrath, Himmelgeist, Bilk und Hamm. Als bergisches Landgericht im Amt Monheim war Himmelgeist zu dieser Zeit auch für Benrath und Itter zuständig. Das älteste nachweisbare Gerichtssiegel von Himmelgeist stammt von 1368 bis 1454. In 2 Urkunden von 1368 und 1454 wird jeweils ein Urteil, unterzeichnet von 2 und von 4 Schöffen, mit diesem Siegel versehen. In einer weiteren Gerichtserkundigung von 1555 werden für das Amt Monheim insgesamt 5 Gerichte aufgeführt. Für eines dieser Gerichte wird angegeben: „seindt unijrt und Hemmelgeist in Ordenbach geschlagen“. Damit sind zu diesem Zeitpunkt die Gerichte dieser beiden Orte zusammengefasst. Der Sitz des Gerichtes war nicht mehr in Himmelgeist, sondern in Urdenbach.

### Neuzeit
Während der napoleonischen Zeit wurde unter der Herrschaft der Franzosen 1806 das Großherzogtum Berg gegründet. Entsprechend einem Dekret vom 13. Oktober 1807 wurde im Rahmen der kommunalen Verwaltung ein Kanton Richrath gebildet. 1808 gehörten zu diesem Kanton vier Munizipalitäten. Eine der vier war die Bürgermeisterei Benrath mit den Ortschaften Benrath, Garath, Himmelgeist, Holthausen, Itter, Urdenbach und Wersten. Diese Zugehörigkeit der Gemeinden änderte sich auch nach 1813 nicht, als nach dem Rückzug der Franzosen zuerst das Generalgouvernement Berg unter der Führung eines Zentralverwaltungsrates gebildet wurde. Ab 15. Juni 1814 gehörte das Rheinland zuerst provisorisch und ab 9. Juni 1815 endgültig zum Königreich Preußen. Die Bürgermeisterei Benrath umfasste fünf Landgemeinden, eine dieser fünf war die Gemeinde Himmelgeist-Wersten.

### Eingemeindung nach Düsseldorf
Am 11. Februar 1903 hatten 5 Werstener Gemeindemitglieder in einen Brief an den Benrather Bürgermeister die Eingemeindung von Wersten ohne Himmelgeist nach Düsseldorf beantragt. In einem Schreiben vom 30. August 1905 wurde von der Herzoglich Arenbergischen Hofkammer und 150 Himmelgeister Bürgern dem Bürgermeister von Benrath mitgeteilt, dass beim Ausscheiden von Wersten Himmelgeist eine selbständige Gemeinde werden möchte. Darauf folgte am 19. Dezember 1907 der Antrag von Benrath an die Himmelgeister Gemeindemitglieder zu einer Verschmelzung von Himmelgeist mit Benrath. Diese Vereinigung wurde jedoch von Himmelgeist abgelehnt. Weiterhin erging am 21. Dezember 1907 vom Regierungspräsidenten an den Benrather Bürgermeister die Aufforderung, nach einem Ausscheiden von Wersten Himmelgeist nicht nach Benrath einzugliedern. Trotzdem erfolgte vom Kreisausschuss des Landkreises Düsseldorf am 30. März 1908 die Aufhebung der Ablehnung der Vereinigung von den Gemeindemitgliedern vom Dezember 1907.
Wersten schied am 1. April 1908 aus der Gemeinde Himmelgeist-Wersten aus. Nach kurzer Selbständigkeit als Gemeinde folgte am 5. August 1908 eine weitere Abstimmung des Himmelgeister Gemeinderates. In Gegenwart vom Benrather Bürgermeister Melies wurde über die Eingemeindung nach Düsseldorf erneut abgestimmt. Alle Mitglieder waren für die Eingemeindung nach Düsseldorf. Lediglich der kommissarische Gemeindevorsteher Anton Olberts war nicht dafür. Es folgte am 28. Februar 1909 die Unterzeichnung des Eingemeindungsvertrages mit Düsseldorf, der mit einer öffentlichen Bekanntmachung zum 1. April in Kraft gesetzt wurde.

### Rheinfähre

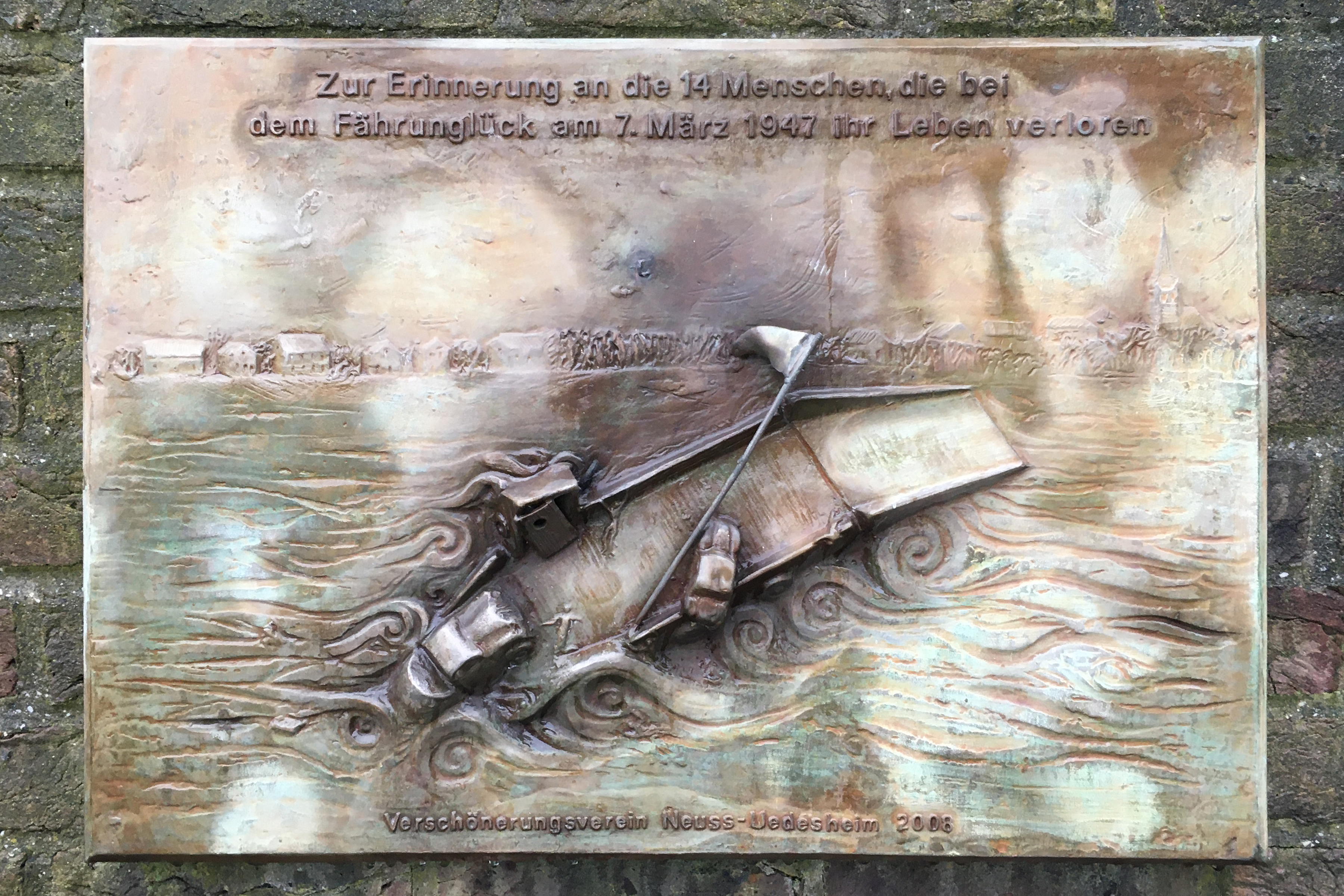
Bronzetafel zur Erinnerung an das Fährunglück vom 7. März 1947

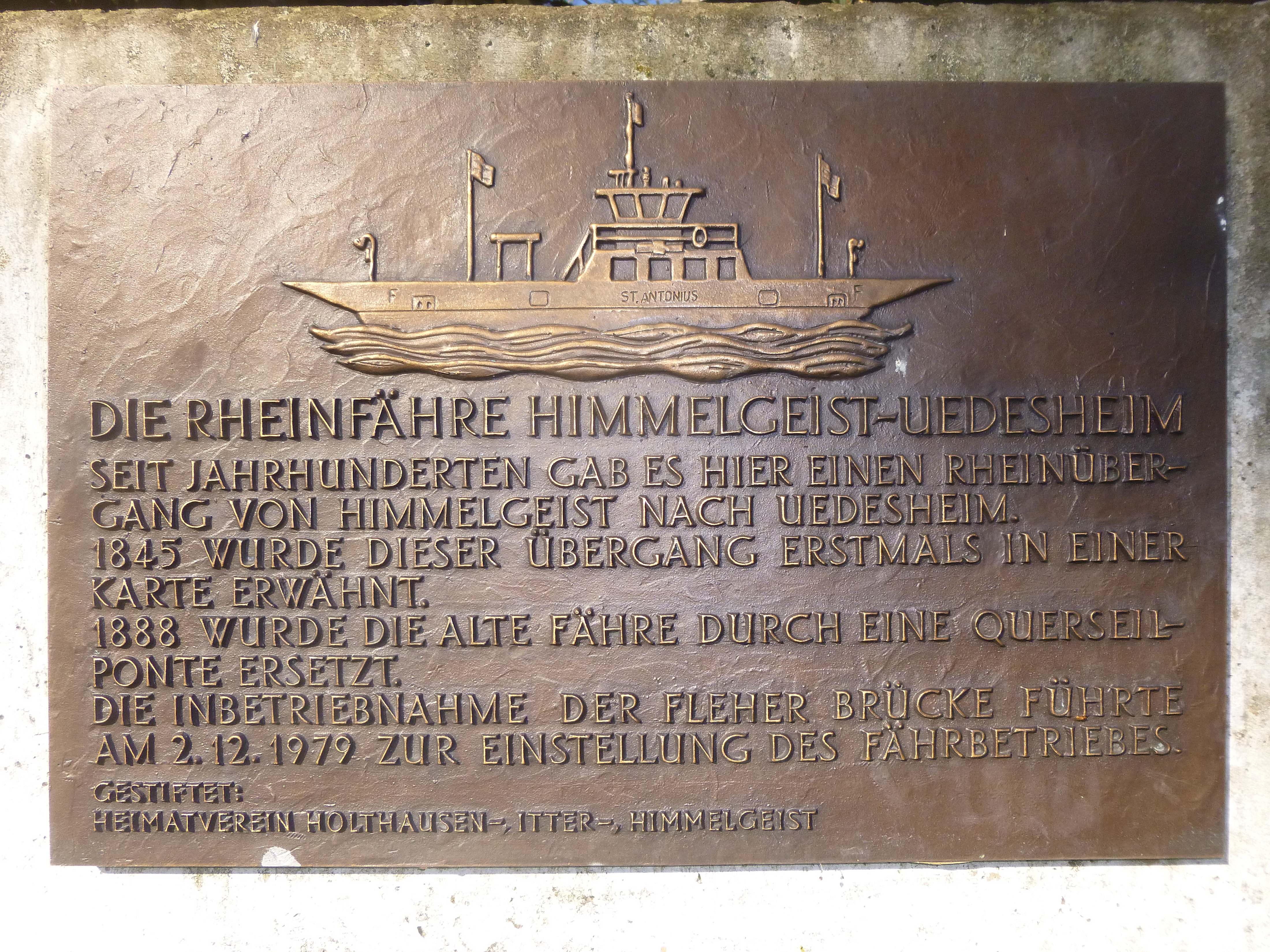
Bronzetafel zur Erinnerung an die Fähre Himmelgeist–Uedesheim

Bereits seit Jahrhunderten bestand zwischen dem linksrheinischen Uedesheim und dem rechtsrheinischen Himmelgeist eine Fährverbindung. 1888 wurde die bis dahin existierende Fähre durch eine Querseilponte ersetzt. Der Fährbetrieb lief bis 1947 unfallfrei. Am 7. März 1947 kam es zu einem schweren Unglück. Die Fähre St. Antonius versank im Rhein, der zu diesem Zeitpunkt Treibeis führte. Bei dem Untergang kamen 14 Menschen ums Leben. An das Unglück erinnert heute auf Uedesheimer Seite eine Bronzetafel rechts neben dem Deichtor, die der Verschönerungsverein Neuss-Uedesheim e. V. 2008 gestiftet hat.
Mit Abschaffung der Drahtseilfähren auf dem Rhein wurde 1957 die Ponte St. Antonius durch eine gleichnamige Motorfähre ersetzt, die auch dem Autotransport diente. Der ganzjährige Fährbetrieb wurde nach Ausbau der A 46 und Inbetriebnahme der Fleher Brücke am 2. Dezember 1979 eingestellt. Hieran erinnert eine Bronzetafel am Ende der Straße Alt-Himmelgeist, gestiftet vom Heimatverein Holthausen–Itter–Himmelgeist.
Seit dem Jahr 2010 gibt es in den Sommermonaten einen unregelmäßigen Fährbetrieb für Fußgänger und Radfahrer an Wochenenden und Feiertagen.

## Schulen
GGS Steinkaul Himmelgeist

## Sonstiges
Die Pfarrkirche St. Nikolaus gehört zu den drei ältesten Kirchen im Stadtgebiet. Besitzer dieser Kirche war im Mittelalter zeitweise der Stift Vilich. In einem Lagerbuch der Kirche ist 1601 angeführt, dass zu dieser Zeit das Pastorat Anspruch auf einen Anteil vom Zehnten des Fronhofes hatte.
In Himmelgeist ging 1585 die Markgräfin Jakobe von Baden, wegen ihres traurigen Schicksals die unglückliche Jacobe genannt, an Land, um den Düsseldorfer Erbprinzen zu heiraten.
In der Nähe des Naturschutzgebiets Himmelgeister Rheinbogen stand die Himmelgeister Kastanie.